# Сивки (Хмельницкая область)
Сивки (укр. Сивки) — село в Белогорском районе Хмельницкой области Украины.
Население по переписи 2001 года составляло 459 человек. Почтовый индекс — 30224. Телефонный код — 3841. Занимает площадь 0,156 км². Код КОАТУУ — 6820387501.

## Местный совет
30224, Хмельницкая обл., Белогорский р-н, с. Сивки, ул. Ивана Франка, 22